# Bruno Pompière
Bruno Pompière, né le 10 juin 1980 à Saint-Maurice (Val-de-Marne), est un footballeur français. Il évolue au poste de défenseur central.

## Carrière
Remarqué alors qu'il évolue en CFA au Paris FC, Bruno, d'ascendance martiniquaise, débarque en 2002 à 22 ans dans l'Oise à l'AS Beauvais alors en Ligue 2 pour sa première expérience pro.
Athlétique, il fait ses premières gammes en tant que remplaçant. Mais les choses vont aller vite, alors que le club picard fait un bon début de championnat, il sombre lors des dernières journées et atterrit finalement en National.
Dans l'équivalent de la troisième division, il devient un titulaire indiscutable, mais alors que ASBO est le grand favori pour la remontée le club coule une nouvelle fois.
Relégué en CFA, le joueur est libre.
Après un essai concluant, il arrive en 2004 en Ligue 1 au FC Metz et à la surprise générale, l'entraineur Jean Fernandez en fait un titulaire en défense.
Mais après une petite vingtaine de matchs dans l'élite française, le joueur se blesse au contact avec Victor Agali lors d'un match contre l'OGC Nice, ses ligaments du genou gauche s'arrachent.
Bruno ne reviendra jamais à son meilleur niveau. La saison suivante, le nouvel entraineur lorrain, Joël Muller ne lui donnera jamais sa chance malgré la débâcle du club au classement. Idem avec un nouvel entraineur... en L2 la saison suivante.
Il quitte les grenats en 2006 et reste sans club durant deux années. Il rebondit finalement au Luxembourg au Fola Esch en 2008. Malgré un bon début de saison, il subit de nouveau une longue blessure. Il termine sa carrière en 2012.

## Clubs
- 2001 - 2002 : Paris FC
- 2002 - 2004 : AS Beauvais
- 2004 - 2006 : FC Metz
- 2008 - 2012: Fola Esch

## Liens
- http://lequotidien.editpress.lu/les-sports/4253.txt